# Ingeborg Andresen
Anne Catherine Ingeborg Andresen-Bödewadt, lánykori neve: Anne Catherine Ingeborg Andresen, legismertebb mai névváltozata: Ingeborg Andresen (Witzwort, 1878. január 30. – Bremen, 1955. január 17.) német írónő.

## Élete
Szülei halála után két testvérével a Witzwort északi részén található dolog- és szegényházba került, amelyet azóta bérházzá alakítottak át. Ezidőtájt publikálta Dat groote Hus című munkáját. Schleswigben egy tanári szemináriumon vett részt, ezután előbb kis falvakban, majd Hamburgban és Kielben tanított. 1909-ben ment férjhez a Der Schleswig-Holsteiner című folyóirat szerkesztőjéhez, Jacob Bödewadthoz (elhunyt: 1946). Mindketten gyakran változtatták lakóhelyüket.
Öt gyermeke született, munkáit a napi teendők elvégezte után, éjszaka írta. Harminc színdarabot, hat regényt és több mint kétszáz novellát, vázlatot, valamint számos rádiójátékot és verset írt, miközben napközben nagy háztartást vezetett. Munkáiban Észak-Frízföld történelmének eseményei, valamint személyes tapasztalatai tükröződnek. Egyes művei bemutatják részvételét a német-dán határharcokban. Andresen 1921-től Észak-Schleswigben élt, amely 1920-ig Németországhoz tartozott. Erősen kötődött az alnémet nyelvhez, számos sikeres színdarabot írt alnémetül. 
Tagja volt az 1936-ban alapított Eutiner Dichterkreis-nek (Eutin Költői Kör), amely a nemzetiszocialista Németország egyik legfontosabb szerzői csoportja volt. Die Stadt auf der Brücke (1935) című könyve, amely a Müncheni sörpuccs idején játszódik és a nemzetiszocializmust magasztalja a második világháború után a szovjet megszállási övezetben be lett tiltva. 1936-ban Andresen a családjával együtt Brémába költözött, ahol élete utolsó húsz évét töltötte. Witzwortban utcát neveztek el róla.

## Válogatott munkái
- Hinter Deich und Dünen. Geschichten aus Nordfriesland. Niebüll 1907
- Das Lied der Erde, Erzählungen. Tondern 1920/1926.
- De Roop – En Spel vun Welt to Welt, Plattdeutsches Spiel in drei Aufzügen. Tondern 1924/1925
- Groot-Huus, Einakter. Flensburg 1925.
- Kanten und Kehren, Einakter, 1928.
- Das schöne Leben, Novellen. Itzehoe 1928.
- De blaue Amidaam, Spiel in vier Aufzügen. Kiel 1930.
- Die Stadt auf der Brücke, 1935.
- De Fruunsborg – En ernsthaftig Speel in dree Akten. Verden 1949
- Nebelland: Erzählungen aus Nordfriesland. Kronacher Verlag Moordeich, Witzwort 1988, ISBN 3-9801600-1-7.

## Fordítás
- Ez a szócikk részben vagy egészben  az   Ingeborg Andresen című német Wikipédia-szócikk ezen változatának fordításán alapul.  Az eredeti cikk szerkesztőit annak laptörténete sorolja fel. Ez a jelzés csupán a megfogalmazás eredetét és a szerzői jogokat jelzi, nem szolgál a cikkben szereplő információk forrásmegjelöléseként.